# Недзелиська (Малопольське воєводство)
Недзелиська (пол. Niedzieliska) — село в Польщі, у гміні Щурова Бжеського повіту Малопольського воєводства.
Населення — 816 осіб (2011).
У 1975-1998 роках село належало до Тарновського воєводства.

## Демографія
Демографічна структура станом на 31 березня 2011 року:
|          | Загалом | Допрацездатний вік | Працездатний вік | Постпрацездатний вік |
| -------- | ------- | ------------------ | ---------------- | -------------------- |
| Чоловіки | 400     | 69                 | 287              | 44                   |
| Жінки    | 416     | 94                 | 222              | 100                  |
| Разом    | 816     | 163                | 509              | 144                  |